# 2887 Крінов
2887 Крінов (2887 Krinov) — астероїд головного поясу, відкритий 22 серпня 1977 року.
Тіссеранів параметр щодо Юпітера — 3,603.
Названа на честь радянського астронома і геолога Євгена Крінова.